# Scherrasen
Scherrasen oder Zierrasen sind regelmäßig gemähte Rasenflächen im besiedelten Bereich oder auf Sportflächen. Durch den häufigen Schnitt ähnelt die Vegetation derjenigen von Fettweiden.

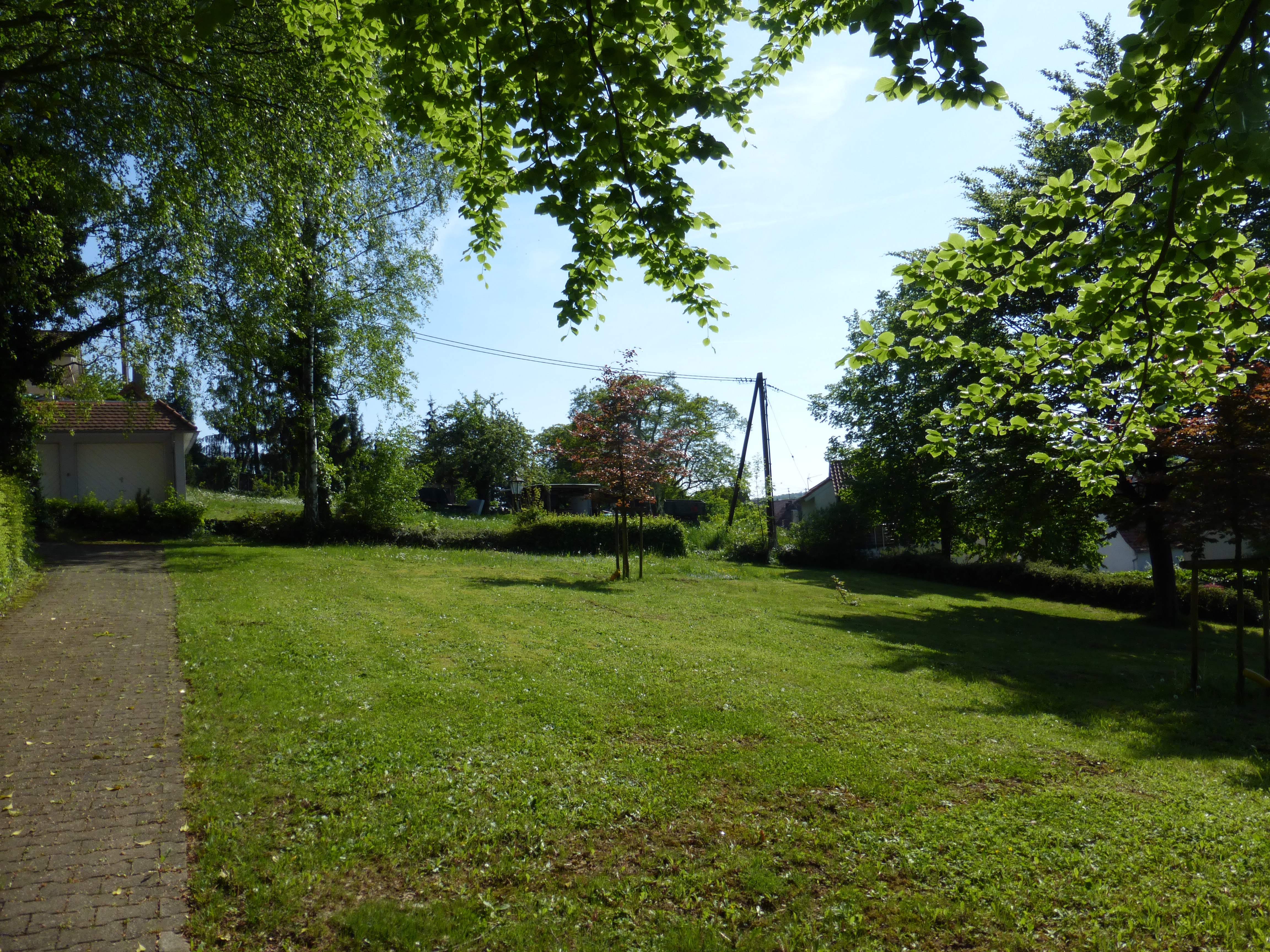
Zierrasen Friedhof Erligheim (Baden-Württemberg)

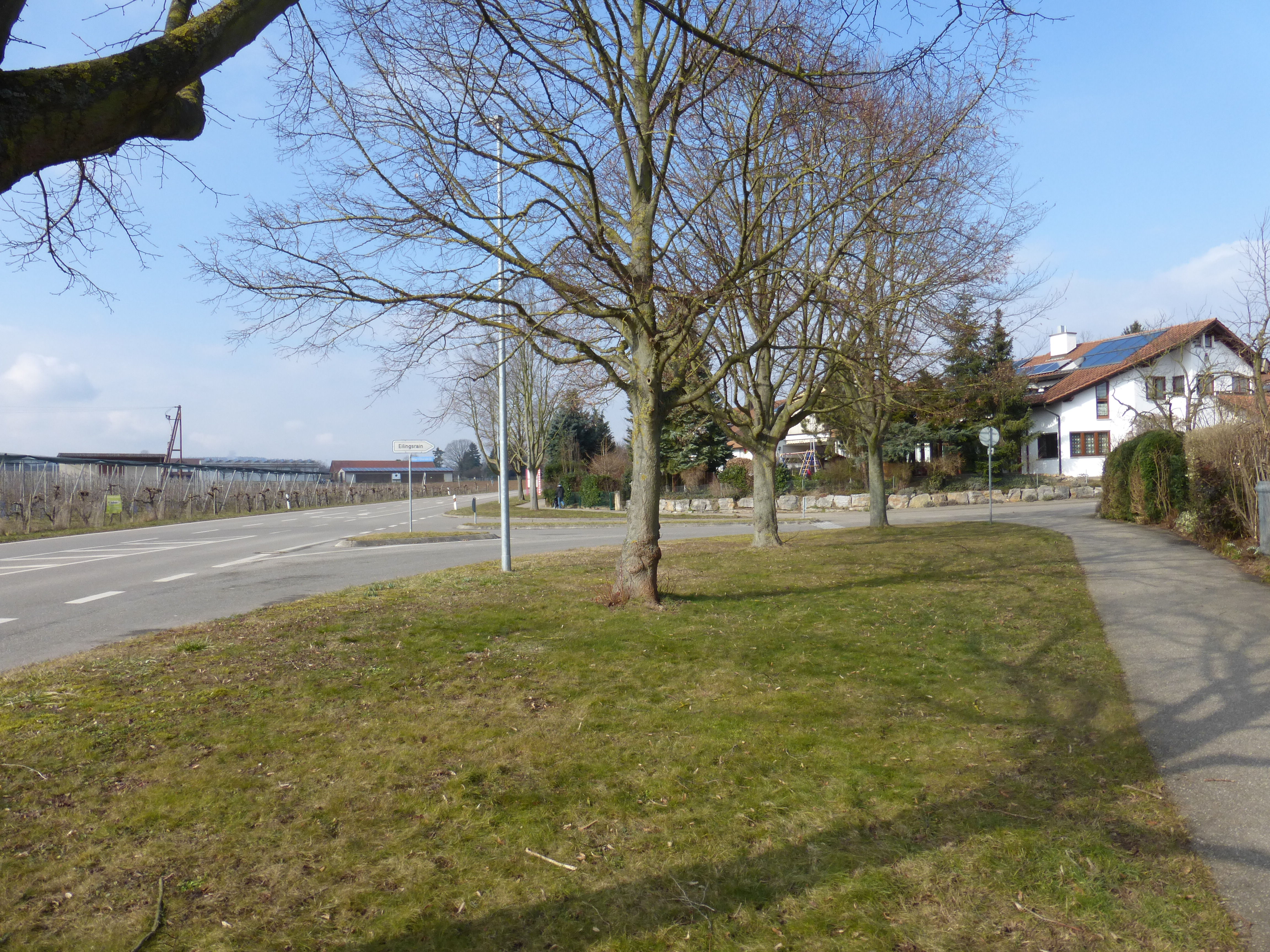
Artenreicher Scherrasen mit Bienen-Ragwurz in Bönnigheim (Baden-Württemberg)

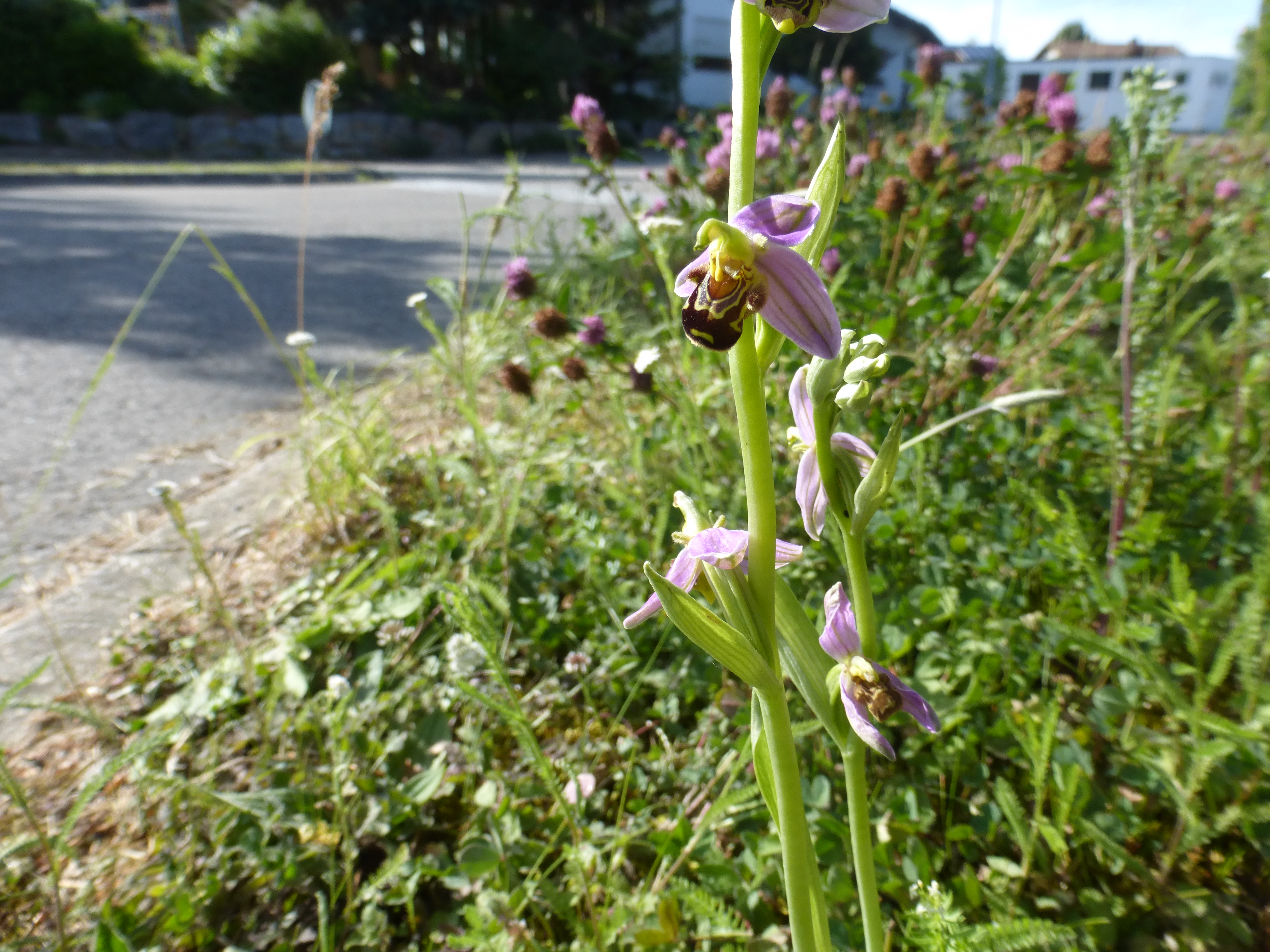
Ophrys apifera (Bienen-Ragwurz) in Scherrasen der Albert-Einstein-Straße in Bönnigheim

## Verbreitung
Scherrasen sind weltweit in Städten, Dörfern und an Straßenrändern verbreitet.

## Vegetationskundliche Stellung der Scherrasen
Die Vegetation der deutschen Scherrasen wurde von Hülbusch & Kienast und von Gutte als eigenständige Pflanzengesellschaft beschrieben. Von beiden Autoren werden die Zierrasengesellschaften dem Verband Cynosurion zugeordnet.
Typische Scherrasengesellschaften trockener, nährstoffarmer Standorte sind das Bellido perennis-Festucetum brevipilae mit Schwielen-Löwenzähnen wie Taraxacum tortilobum und Taraxacum clemens sowie das Crepido capillaris-Festucetum rubrae, sehr selten sogar mit Orchideenarten wie Ophrys apifera (Subassoziation ophrietosum). Alte Parkrasen sind meist durch eine ausgeprägte Moosschicht und eine Reihe typischer Arten wie Kleine Braunelle (Prunella vulgaris), Quendel-Ehrenpreis (Veronica serpyllifolia), Gamander-Ehrenpreis (Veronica chamaedrys) gekennzeichnet. In viel betretenen Bereichen sind oft Übergänge zu Trittrasengesellschaften zu finden. Extensiv gepflegte Rasenflächen auf Sandböden können sich in der Artenkombination Trockenrasengesellschaften annähern. Feuchte Standorte, selten sogar mit Kriechender Sellerie (Helosciadium repens), vermitteln zum Flutrasen.

## Artenzusammensetzung

### Flora
Kennzeichnende Pflanzenarten der Zierrasen sind zum Beispiel Achillea millefolium, Bellis perennis, Cerastium holosteoides, Crepis capillaris, Gewöhnliches Knäuelgras (Dactylis glomerata), Echter Schaf-Schwingel (Festuca ovina), Deutsches Weidelgras (Lolium perenne), Wiesen-Rispengras (Poa pratensis) und Gewöhnliches Rispengras (Poa trivialis), verschiedene Arten vom Löwenzahn (Taraxacum spec.), Weißklee (Trifolium repens).

### Fauna
Infolge intensiver Nutzungen/Pflege in der Regel sehr artenarme Lebensräume, in denen hauptsächlich einige bodenbewohnende Insekten – wie z. B. verschiedene Lauf-/ Kurzflügelkäfer-, Erdeulen- und Heuschreckenarten – vorkommen. Auf historischen Grünlandstandorten können diese Biotope über hohe Entwicklungspotenziale verfügen, so dass sie bei deutlicher Nutzungs- oder Pflegeextensivierung reicher an schutzwürdigen Arten werden.

### Bedeutung für den Artenschutz
Trotz hoher Schnittfrequenz weisen Scherrasen häufig einen hohen Artenreichtum auf. Sie können auch Lebensraum für gefährdete Pflanzen- und Tierarten sein. Durch den regelmäßigen Entzug der Biomasse mit dem Schnitt entstehen ohne Düngung oft magere Standorte, die das Vorkommen von niedrigwüchsigen Arten der Magerrasen ermöglichen. Feuchte Scherrasen sind Lebensraum der FFH-Art Helosciadium repens.
Vor allem bei der Pflege von artenreichen, alten und mageren Parkrasen sollte auf den Einsatz von Herbiziden, auf umfangreiche Nachsaaten sowie intensive Düngung verzichtet werden.